# Cut Copy
Cut Copy est un groupe de musique électronique australien, originaire de Melbourne. Son style musical, qualifié de dance-punk et de synthpop, est aussi influencé par la new wave et le post-punk.
En 2004, le groupe publie son premier album studio, intitulé Bright Like Neon Love, produit, composé et écrit par Dan Whitford. Bennett Foddy quitte alors le groupe pour se concentrer sur un doctorat en philosophie. C'est en 2005 que les membres de Cut Copy effectuent leur première tournée internationale, avec des groupes comme Franz Ferdinand ou Bloc Party. Le groupe a également fait une tournée australienne avec Daft Punk en 2007.
Leur deuxième album intitulé In Ghost Colours sort en 2008. Le titre Lights and Music fait partie de la bande son du jeu vidéo FIFA 09. En 2013, leur single Strangers in the Wind est présent dans une radio dans le jeu vidéo Grand Theft Auto V ; elle est présente uniquement dans les versions PS4, Xbox One et PC.

## Biographie

### Débuts (2001–2002)
Cut Copy est formé en tant que projet solo en 2001 par le producteur, auteur-compositeur et DJ Dan Whitford. Pendant ses études, il s'intéresse à la musique dance et comme dans le DJing en animant une émission de radio. À cette période, il achète un sampleur et un clavier sur lesquels il fait des expériences musicales. Musicalement, il s'« inspire de trucs lo-fi indé, bien plus que la dance. » Après ses études, Whitford co-fonde Alter qui continue encore à produire toutes les couvertures du groupe. Whitford commence à produire dans son home-studio et envoie une démo cassette au label Modular Recordings, auquel il signe quelque part pendant la première moitié de l'année 2001. Il recrute le guitariste Harry Howard pour enregistrer le single 1981, sorti uniquement en vinyle,.
Avec Howard à la guitare, Whitford demande à son ami d'enfance Bennett Foddy de se joindre à la basse afin d'enregistrer un nouvel EP. Le groupe assisté par Robbie Chater de The Avalanches qui produira la majeure partie des morceaux instrumentaux qui se basent sur des samples. I Thought of Numbers est publié en septembre 2001 et comprend un nombre de remixes sur vinyle. L'année suivante assiste Whitford réarranger le groupe pour jouer sur scène. Leur premier concert s'effectue au festival Livid et est décrit comme tel par le groupe : « c'était devant 5 000 personnes à un festival, c'était assez terrifiant. »
En 2003, Howard est remplacé par Tim Hoey, étudiant à la Victoria College of Art, après l'échange de démos entre lui et Whitford. Le batteur Mitchell Scott se joint peu après, expliquant qu'« on était juste un cercle d'amis, et Tim a été pris parce qu'il pouvait jouer de la guitare et que le sampleur de Dan était cassé, ce qui a amené le groupe à reconsidérer sa manière de jouer sur scène. » Avant l'arrivée de Hoey et Scott, une performance de Cut Copy se faisait avec Whitford et Joel McKenzie en train de mixer,.

### Bright Like Neon Love(2003–2006)
Whitford commence à travailler sur le premier album du groupe au début de 2003 et à écrire des morceaux avant que leur sampleur ne se casse. Avec Hoey, Scott et Foddy, il réinterprète les morceaux. Plus tard dans l'année, Whitford prend les bandes d'enregistrement et par sur Paris pour mixer l'album avec Phillippe Zdar et son équipe, et y trouve « deux différentes versions des enregistrements, alors j'ai commencé à piocher des deux côtés et mélanger le tout. » En avril 2004, Cut Copy publie son premier album, Bright Like Neon Love, accueilli modérément, qui comprend les singles Saturdays et Future. Le quatuor commence à répéter pour sa tournée et à jouer une « version à la groupe de garage » de ses chansons. Foddy quitte le groupe, et le groupe devient trio.
En 2005, le trio tourne à l'international pour la première fois, avec notamment Franz Ferdinand, The Presets, Junior Senior, Bloc Party et Mylo puis joue dans de nombreux festivals européens. En jouant, leur popularité s'accroit et les trois membres se perfectionnent dans leur manière de jouer leurs instruments. Contrairement aux autres fois, Whitford commence à écrire pour d'autres groupes. Un troisième single, Going Nowhere, est publié en janvier 2006. À la première moitié de 2006, Whitford se verra offrir l'occasion de mixer au label Fabric, ce qui inclut quelques mixes de Cut Copy. Lex mixe sont publiés en août 2006 sous le nom de FabricLive.29. Il fait de même pour la marque de vêtements Triple 5 Soul.

### In Ghost Colours(2007–2009)
Pour la majeure partie de 2006, Whitford travaille sur leur deuxième album. À la fin septembre, il termine l'album sous forme de démo. Ces enregistrements sont envoyés à Tim Goldsworthy, qui acceptera de produire l'album. Au début de 2007, le groupe traverse New York où le nouvel album est terminé en six semaines. Whitford commente qu la contribution de Goldsworthy est « presque comme un extra. » Après le mixage effectué à Los Angeles, l'album est finalisé à Melbourne.
En mai 2007, le groupe joue une mini-tournée australienne (avec Mercy Arms en première partie), tandis que Modular Recordings publie le single Hearts on Fire en formats numérique et vinyle. En septembre, le groupe annonce la sortie de l'album, In Ghost Colours, mais sa sortie américaine ne se fera pas avant le 22 mars 2008 en parallèle à sa sortie internationale. Le single promotionnel So Haunted est diffusé à la radio pendant que Whitford effectue une autre compilation de mixes. Avant leur deuxième album, le groupe sort le mix So Cosmic en février 2008, axé disco/new wave derrière In Ghost Colours. L'album débute premier de l'ARIA Albums Chart,. Le prochain single de Cut Copy, Lights and Music, est utilisé dans le jeu vidéo FIFA 09.

### Zonoscope(2010–2012)

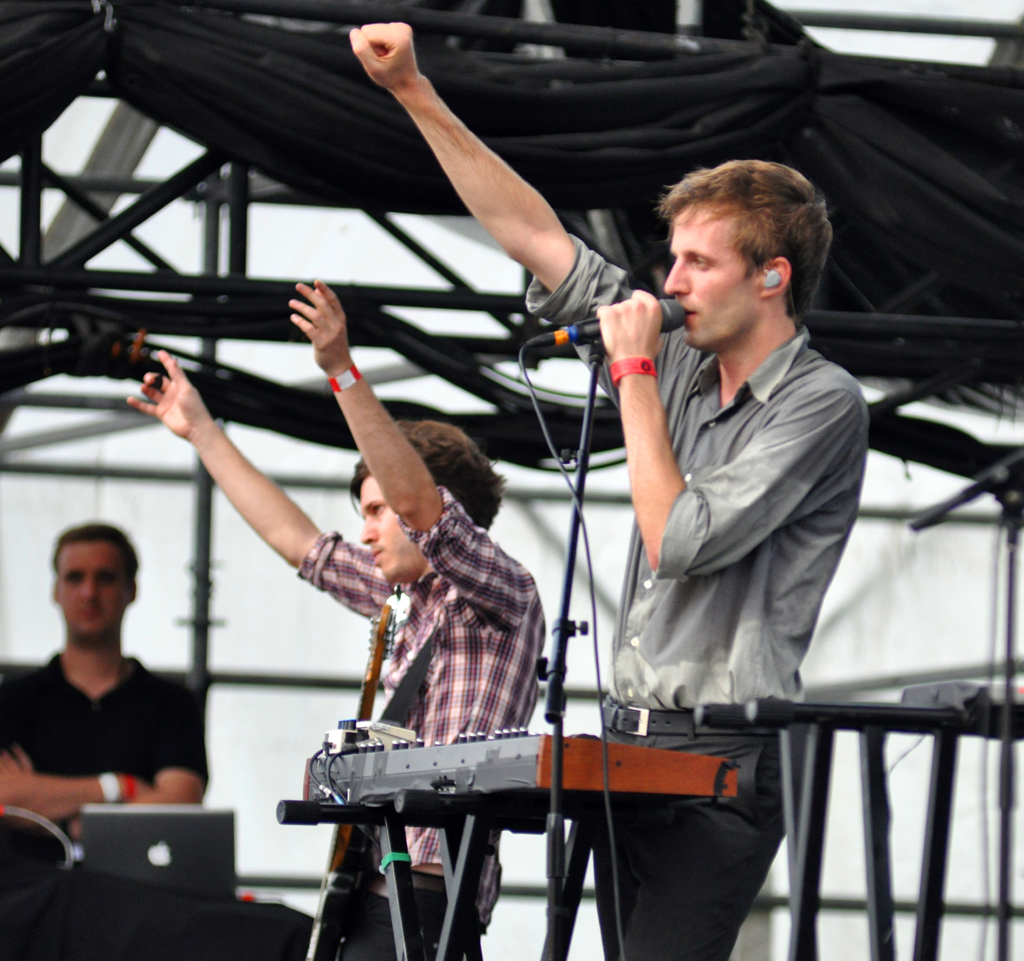
Cut Copy à Williamsburg, Brooklyn, en août 2010.

En juillet 2010, la chaine de radio Triple J diffuse un extrait du morceau Where I'm Going, avant la sortie du troisième album de Cut Copy, Zonoscope, qui s'inspire du début des années 1980. Le groupe confire être de nouveau un quatuor avec l'ajout du bassiste Ben Browning.
Le groupe sort son premier single officiel issu de l'album, Take Me Over, en novembre 2010 au show de Triple J avec Tom et Alex. Lors d'un entretien avec The Music Network, le guitariste Tim Hoey le décrit comme « certainement l'un des moments les plus pop de l'album. » Zonoscope atteint la troisième place en Australie en février 2011. En mars 2011, le groupe joue le samedi au Ultra Music Festival de Miami. En juin 2011, le groupe joue à l'Indie Fest de Porto Rico puis plus tard dans l'année au Zappa Club et au Barby Club, de Tel Aviv. En juillet 2011, le groupe joue devant 25 000 spectateurs au Camp Bisco Ten Festival de Mariaville, New York. Le 10 septembre 2011, Cut Copy joue au Virgin Mobile FreeFest de Columbia, dans le Maryland.
En mars 2012, le bassiste Ben Browning sort son EP solo, Lover Motion. Il est précédé par le single I Can't Stay.

### Free Your Mind(2013–2014)

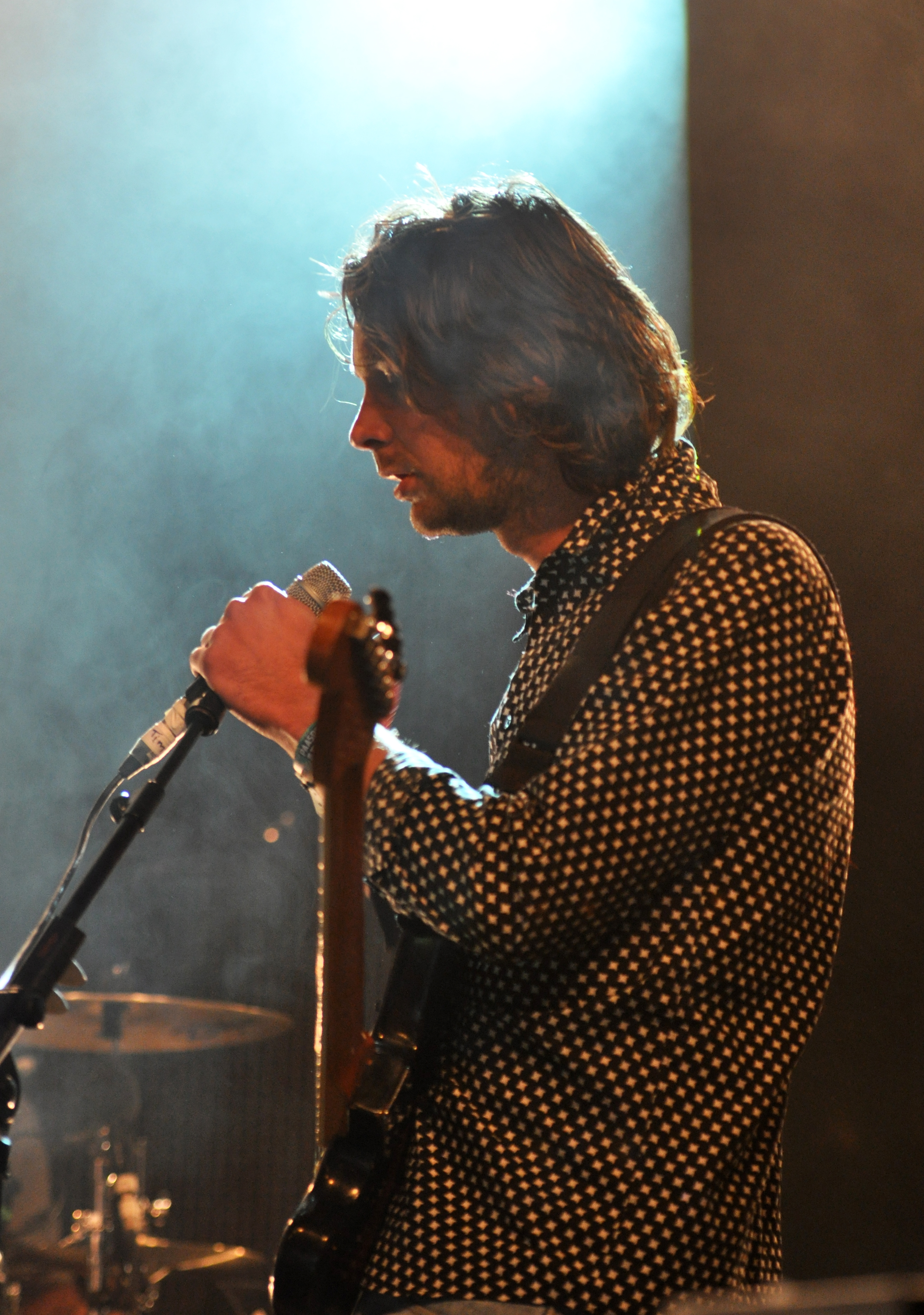
Tim Hoey avec Cut Copy au Paaspop 2014 à Schijndel, aux Pays-Bas.

Au début de septembre 2013, la version intégrale du morceau-titre de leur quatrième album Free Your Mind, débute à six endroits différents dans le monde. Les fans sont informés de leur visite par des pancartes au Mexique, au Chili, en Australie, à deux endroits américains (Détroit et Californie) et un au Royaume-uni au Blaneau Gwent. L'album Free Your Mind est publié le 1er novembre 2013. Après des répétitions à Nashville, Cut Copy embarque pour une tournée nord et sud-américaine et en Europe et en Russie. Le clip de We Are Explorers est publié en février 2014, et est suivi par la sortie du single In These Arms of Love pour le Record Store Day.

### Haiku from Zero(depuis 2015)
Le groupe passe la majeure partie de l'année 2015 à travailler sur la suite de Free Your Mind. En septembre 2016, ils publient January Tape, un morceau instrumental ambient de 44 minutes enregistrés pendant ces sessions en cassette limitée à 400 exemplaires. Selon Dan Whitford, le nouvel album est publié à 5/4 en octobre 2016.
Le 10 août 2017, le groupe annonce le titre de l'album, Haiku from Zero, et sa sortie le 22 septembre 2017.

## Membres

### Membres actuels
- Tim Hoey - basse, guitare, échantillonneur (depuis 2001)
- Dan Whitford - chant, clavier, guitare (depuis 2003)
- Mitchell Scott - percussions (depuis 2003)
- Ben Browning – basse (depuis 2010)

### Ancien membre
- Bennett Foddy (ancien membre) - basse, synthétiseur (2001–2004)

## Discographie

### Albums studio
- 2004 : Bright Like Neon Love
- 2008 : In Ghost Colours
- 2011 : Zonoscope
- 2013 : Free Your Mind
- 2017 : Haiku From Zero
- 2020 : Freeze, Melt

### Compilations
- 2006 : Fabric Live 29
- 2008 : So Cosmic
- 2014 : Cut Copy Presents: Oceans Apart

### EP
- 2001 : I Thought of Numbers
- 2007 : Hearts on Fire

### Singles
- 2001 : 1981
- 2004 : Saturdays
- 2005 : Future
- 2005 : Going Nowhere
- 2007 : Hearts on Fire
- 2007 : So Haunted
- 2008 : Lights & Music
- 2008 : Hearts on Fire (2008 Edit)
- 2008 : Far Away
- 2008 : Strangers in the Wind
- 2011 : Take Me Over
- 2013 : Let Me Show You